# Lidador (vapor)
O Lidador foi uma embarcação brasileira, que naufragou na ilha Terceira, nos Açores, no início de 1878.
Também conhecido como "naufrágio do barco do sal",[carece de fontes?], atualmente constitui-se em sítio arqueológico integrante do Parque Arqueológico Subaquático da Baía de Angra do Heroísmo.

## História

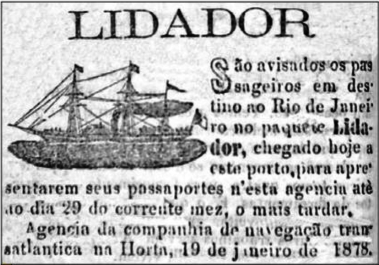
Anúncio da que viria a ser a última viagem do "Lidador". Periódico "O Faialense", Horta (Ilha do Faial), 19 de janeiro de 1878.

Embarcação característica da época de transição entre os navios a vela e os a vapor, foi construído nos estaleiros William Walker & Co., em Londres, em 1873. Batizado como "Lidador", foi inspecionado, para fins de obtenção do seguro marítimo, em Cardiff, no País de Gales, onde também foram testadas as suas correntes e âncoras. Entrou então ao serviço da Empresa Transatlântica de Navegação, ficando registado no porto do Rio de Janeiro. Fazia a rota Portugal-Brasil, com escala nos Açores, transportando passageiros e carga em geral.
Com 78,67 metros de comprimento, possuía quatro compartimentos internos, dois conveses e tinha 1208 toneladas registadas de arqueação. De propulsão mista - à vela e a vapor -, o seu único hélice era propulsionado por um motor a vapor de 140 cavalos de potência, construído por J. Penn & Son, de Londres. Tinha dois mastrosː um mastro do traquete com quatro panos (estai do traquete, vela do traquete, velacho e joanete de proa), e um mastro grande com três (estai do grande, gavetope e vela grande).
Ao final de janeiro de 1878 o "Lidador", sob o comando do capitão da marinha mercante Augusto Borges Cabral, natural da ilha de Santa Maria, aportou à Horta, na ilha do Faial, onde embarcou emigrantes e passageiros faialenses com destino ao Brasil, e prosseguiu viagem rumo à ilha Terceira, na que seria a sua última escala.
Ao chegar à vista de Angra do Heroísmo, lançou âncora fora das fortalezas da cidade, ou seja, no exterior do alinhamento formado pela ponta de Santo António, no Monte Brasil, e o Forte de São Sebastião. No porto encontravam-se três embarcações de madeira, à vela, a saber: o patacho "Angrense", o patacho "Jane Wheaton" e o lugre "Zebrina", estes últimos de bandeira britânica.
Com o "Lidador" ancorado, as lanchas do porto deram inicio ao serviço da estiva. Ao anoitecer do dia 6 de fevereiro, já com as operações de embarque quase à metade, o vento começou a soprar com intensidade crescente e rodou para o sul. Pouco mais tarde passou a soprar de sueste, materializando-se o temido vento conhecido localmente como "carpinteiro".
Sob forte pressão do temporal súbito, o Lidador recorreu à sua máquina e iniciou o levantamento da âncora, visando alcançar o mar aberto. Entretanto, possivelmente devido à precipitação, a sua equipagem deixou descair a âncora, não conseguindo voltar a recolhê-la atempadamente. A embarcação, com a máquina a vapor a trabalhar a toda a força, girou em torno da sua amarração vindo a embater - já a 7 de fevereiro - no recife submerso que se estende a partir da ponta do Forte de São Sebastião por mais de duzentos metros.
A colisão provocou um rombo no casco da embarcação e a consequente submersão da máquina. A caldeira, subitamente inundada, explodiu. Impotente para manobrar, a embarcação flutuou para oeste vindo a colidir com o "Jane Wheaton", a quem quebrou o mastro do gurupés, vindo a naufragar em paralelo ao cais da Figueirinha, a não mais de cinquenta metros de distância da costa.
Os náufragos, em pânico, foram evacuados pelos botes dos demais navios ancorados na baía e pelas lanchas da cidade. A carga e as bagagens dos passageiros e tripulantes tiveram destino diferente: as divergências suscitadas entre o representante da agência da Empresa Transatlântica de Navegação e o Consulado Brasileiro deram azo a que nada se fizesse acerca do material que ainda se encontrava por salvar e que acabou por afundar com o navio desconhecendo-se do que se compunha.
Visando minorar a delicada situação dos náufragos, o prelado da diocese de Angra do Heroísmo abriu uma subscrição pública para auxiliar as vítimas e João de Bettencourt de Vasconcellos Correia e Ávila acolheu, na sua própria casa, oito homens e dezanove mulheres. Se este ato do visconde de Bettencourt foi bem visto aos olhos da população à época, o mesmo não se registou com relação a António da Fonseca Carvão Paim da Câmara, barão do Ramalho, então Governador civil do Distrito de Angra do Heroísmo, que nada fez pelos náufragos.

## O sítio arqueológico e de mergulho

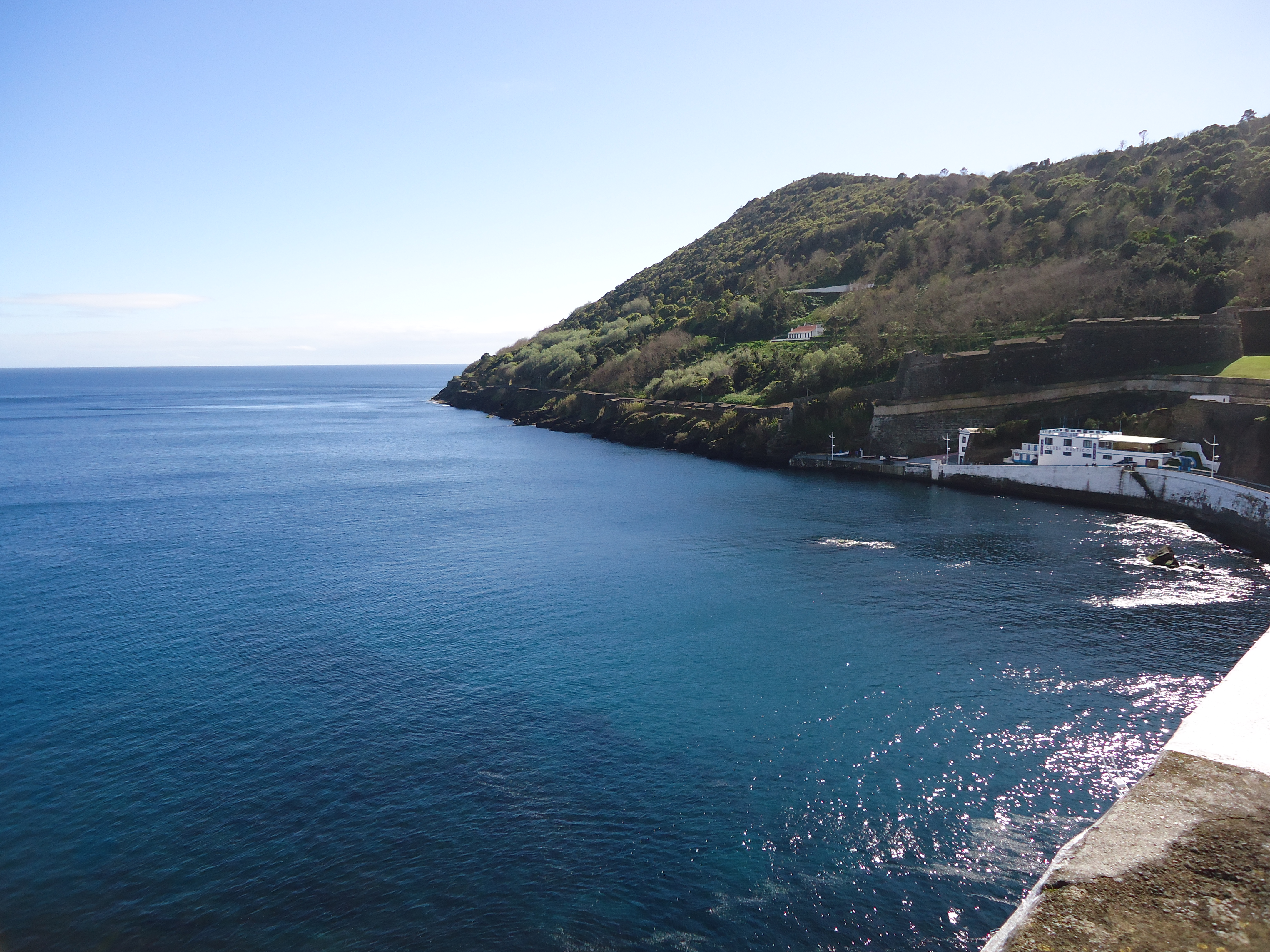
Baía de Angra do Heroísmoː vista do local do afundamento do "Lidador".

O sítio arqueológico foi localizado e identificado em 1995, em fundo formado por pequenas rochas e areia, a nove metros de profundidade. Os restos da embarcação encontram-se esmagados e fragmentados, com os bordos quebrados e a popa torcida para estibordo. O veio de transmissão e o seu local de passagem são visíveis por entre as pedras de lastro na parte posterior. Pode-se ainda observar um aglomerado formado por tubos e placas de ferro encurvadas, assim como os restos da caldeira.
Surpreendentemente para os estudiosos, o seu porão de vante transportava volumosa quantidade de lastro de pedra, prática antiquada num navio então relativamente moderno, já que à época a utilização de lastro de ferro, cimento ou chumbo liberava mais espaço para carga nos porões.
Como parte do casco ainda se encontra em bom estado, o "Lidador" constitui um bom exemplo da navegação do último quartel do século XIX e mais um testemunho dos naufrágios ocorridos na baía de Angra.
O acesso aos restos é feito a partir da costa, geralmente pelo porto do Clube Náutico de Angra do Heroísmo, sendo um mergulho classificado como fácil, para pesca submarina e para observação de espécies.
As espécies observáveis mais frequentes no local são:
- Água-viva (Pelagia noctiluca),
- Alga vermelha (Asparagopsis armata),
- Alga castanha (Dictyota dichotoma),
- Anémona-do-mar (Alicia mirabilis),
- Alface do mar (Ulva rígida)
- Bodião (labrídeos),
- Caravela-portuguesa (Physalia physalis),
- Chicharro (Trachurus picturatus).
- Castanhetas-amarelas (Chromis limbata).
- Craca  (Megabalanus azoricus).
- Estrela-do-mar (Ophidiaster ophidianus),
- Lapa  (Docoglossa),
- Musgo-do-mar (Pterocladiella capillacea),
- Ouriço-do-mar-negro (Arbacia lixula),
- Ouriço-do-mar-roxo  (Strongylocentrotus purpuratus),
- Peixe-porco (Balistes carolinensis),
- Peixe-balão (Sphoeroides marmoratus),
- Peixe-rei (Coris julis),
- Peixes-rainha (Thalassoma pavo),
- Polvo (Octopus vulgaris),
- Salmonete (Mullus surmuletus),
- Sargo (Dictyota dichotoma),